# Big Pine Key
Big Pine Key est une île des Keys, archipel des États-Unis d'Amérique situé dans le golfe du Mexique au sud de la péninsule de Floride. Partie du comté de Monroe, qui recouvre la pointe méridionale de l'État, elle était peuplée de 5 032 habitants au recensement de 2000.

## Climat
| Mois                              | jan. | fév. | mars | avril | mai  | juin  | jui.  | août  | sep.  | oct.  | nov. | déc. |
| --------------------------------- | ---- | ---- | ---- | ----- | ---- | ----- | ----- | ----- | ----- | ----- | ---- | ---- |
| Température minimale moyenne (°C) | 18   | 19   | 21   | 22    | 24   | 26    | 26    | 26    | 26    | 24    | 22   | 19   |
| Température moyenne (°C)          | 21   | 22   | 23   | 25    | 27   | 28    | 29    | 29    | 28    | 27    | 24   | 22   |
| Température maximale moyenne (°C) | 24   | 24   | 26   | 27    | 29   | 31    | 32    | 32    | 31    | 29    | 27   | 25   |
| Précipitations (mm)               | 63,5 | 41,9 | 45,7 | 53,8  | 98,6 | 137,7 | 104,4 | 139,2 | 160,8 | 116,3 | 66,5 | 56,9 |

## Démographie
| 2000  | 2010  | - | - | - | - |
| ----- | ----- | - | - | - | - |
| 4 989 | 4 252 | - | - | - | - |